# Josef Veverka (politik)
Josef Veverka (2. července 1827 Smiřice – 18. března 1882 Dvůr Králové nad Labem) byl rakouský a český lékař a politik, v 2. polovině 19. století poslanec Českého zemského sněmu a starosta Dvora Králové.

## Biografie
Profesí byl lékařem. Zastával funkci starosty Dvora Králové nad Labem. Zasloužil se o rozvoj obce a vědy.
V 70. letech 19. století se zapojil i do zemské politiky. V zemských volbách v roce 1878 byl zvolen na Český zemský sněm za městskou kurii (obvod Dvůr Králové – Náchod – Hořice – Nové Město nad Metují). Patřil k staročeské straně (Národní strana).
Zemřel v březnu 1882.